# Nikolaus Deligiannis

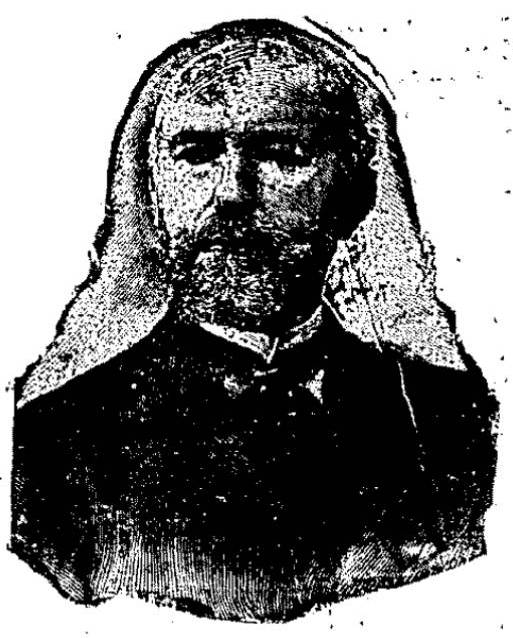
Nikolaus Deligiannis

Nikolaus (Nikolaos) Deligiannis (griechisch: Νικόλαος Δελιγιάννης) (* 1844 oder 1845; † 1910) war ein griechischer Politiker und Ministerpräsident.

## Leben
Deligiannis kam aus einer der angesehensten Familien von Langadia (Λαγκάδια Αρκαδίας) auf der Peloponnes. Sein Vater Peter Deligiannis war Außenminister während der Regentschaft von König Otto I. Sein Onkel Theodoros Deligiannis war fünfmal Ministerpräsident.
Deligiannis begann eine Laufbahn im diplomatischen Dienst. 1870 wurde er Geschäftsträger (Chargé d’Affaires) in Paris. Anschließend war er von 1880 bis 1886 Gesandter in Belgrad. 1886 erfolgte seine Ernennung zum Gesandten in Paris.
Vom 24. Januar bis zum 11. Juni 1895 war er Ministerpräsident einer Übergangsregierung.
| Vorgänger           | Amt                                   | Nachfolger            |
| ------------------- | ------------------------------------- | --------------------- |
| Charilaos Trikoupis | Premierminister von Griechenland 1895 | Theodoros Deligiannis |

Dieser Artikel basiert auf einem gemeinfreien Text aus Meyers Konversations-Lexikon, 4. Auflage von 1888 bis 1890.
| Personendaten    | Personendaten                                             |
| ---------------- | --------------------------------------------------------- |
| NAME             | Deligiannis, Nikolaus                                     |
| ALTERNATIVNAMEN  | Deligiannis, Nikolaos; Δελιγιάννης, Νικόλαος (griechisch) |
| KURZBESCHREIBUNG | griechischer Politiker und Ministerpräsident              |
| GEBURTSDATUM     | 1844 oder 1845                                            |
| STERBEDATUM      | 1910                                                      |